# 虎牙大将軍
虎牙大将軍（こがだいしょうぐん）は、古代の中国にあった将軍号の一つである。
史上、虎牙大将軍になったのは、新末後漢初の動乱の中で劉秀（光武帝）の武将として活躍した銚期と、同じく蓋延の2人だけである。蓋延は虎牙将軍とも呼ばれており、当時は大将軍と将軍をあまり区別していなかったようである。虎牙将軍なら他にも多くいる。
- 銚期 - 更始2年（24年）任[2]
- 蓋延 - 建武元年（25年）7月任[3]